# MV Agusta Corse 175

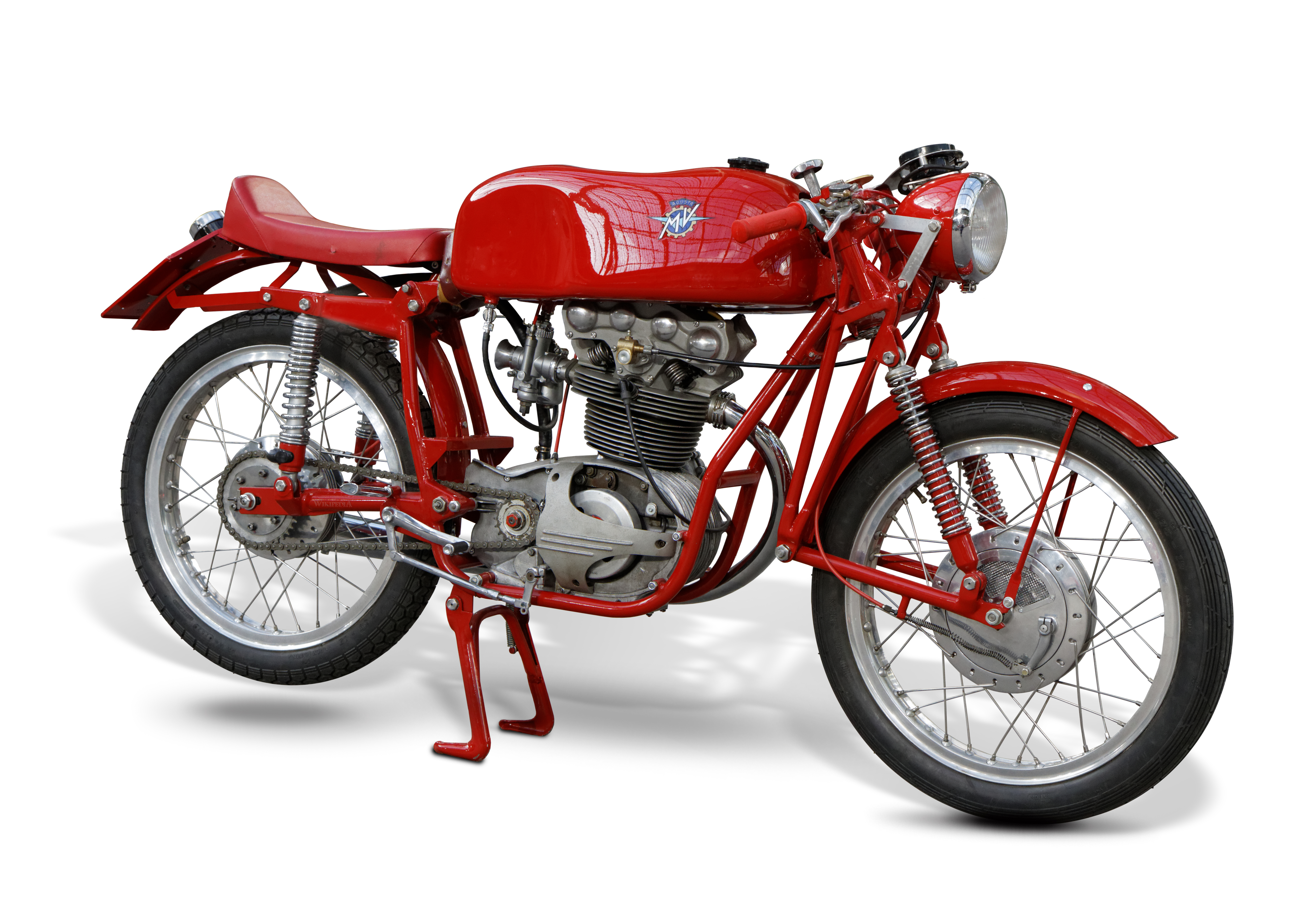
MV Agusta 175 CSS Squalo Bialbero – der CSS-Motor mit dem Bialbero-Kopf (1955)

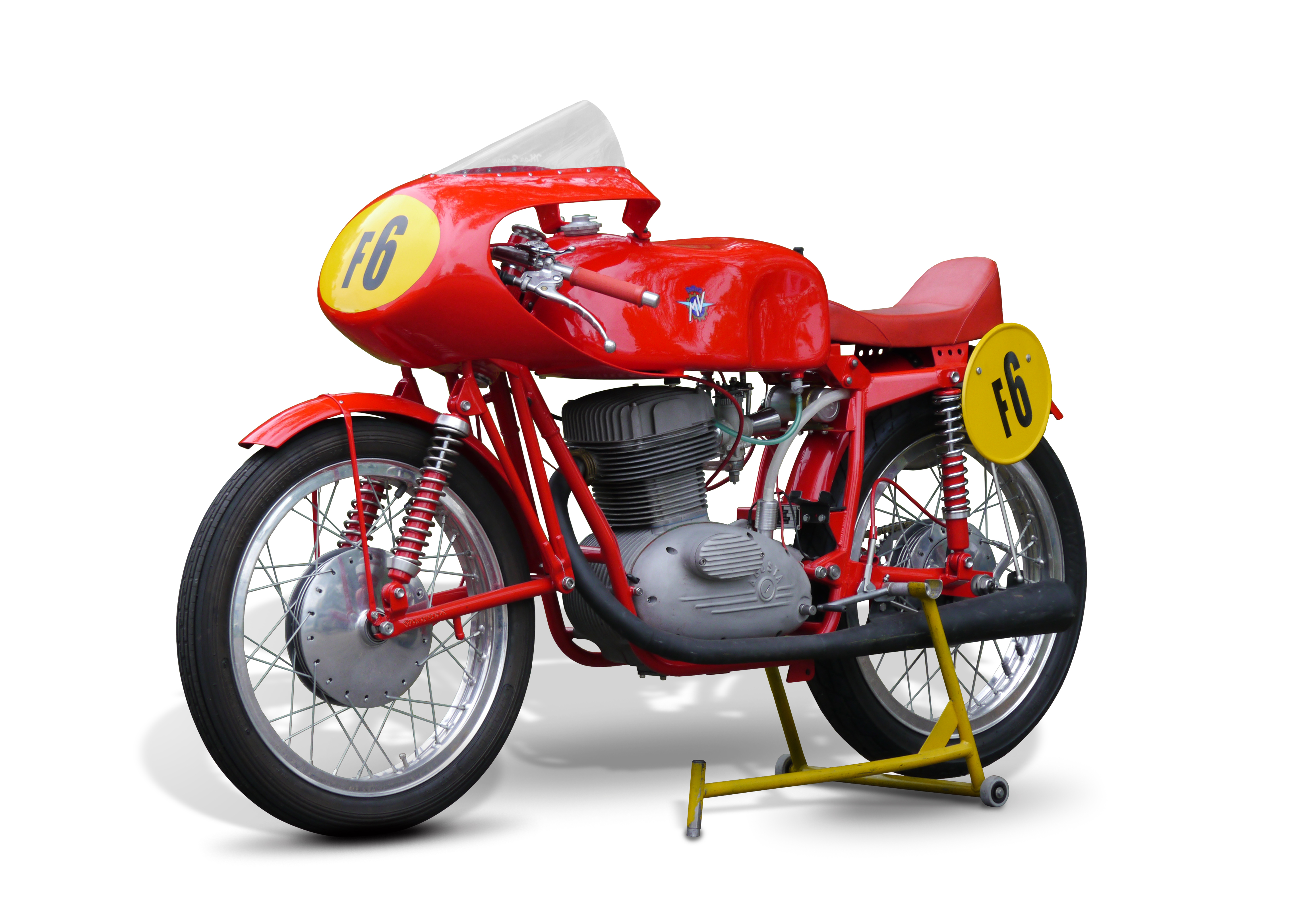
Die MV Agusta 175 CSS-5V war die Variante mit einer Nockenwelle

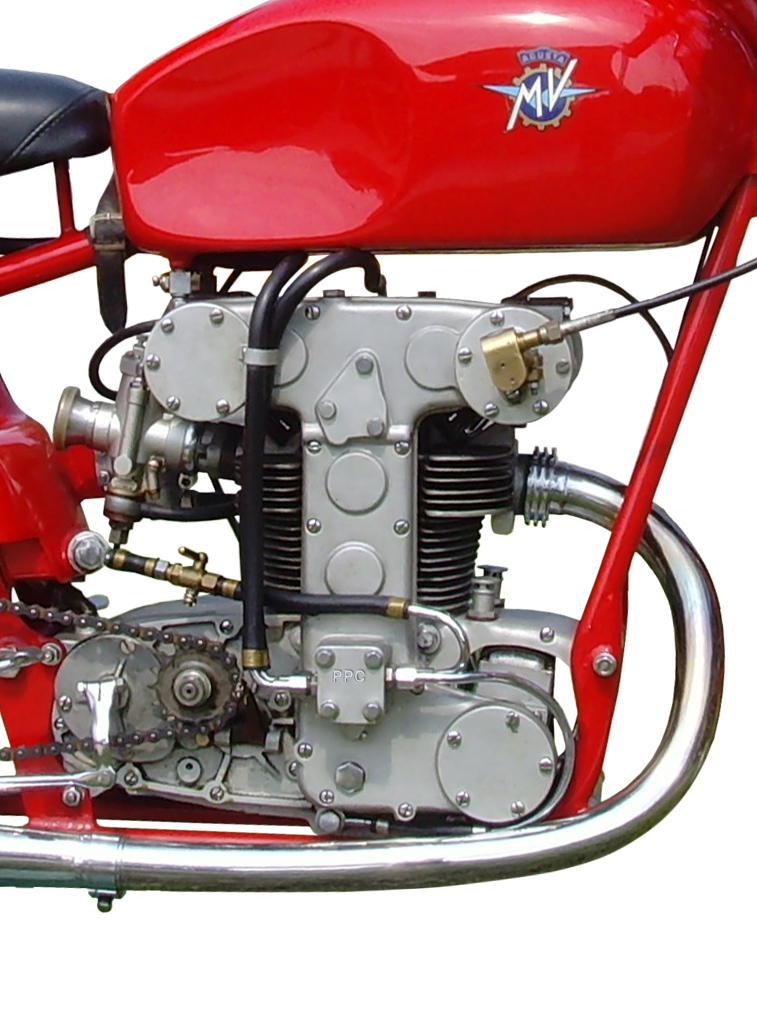
Der ursprüngliche MV 125er-Bialbero-Motor, der durch Vergrößerung der Bohrung auf 63 mm (bei gleichbleibendem Hub von 56 mm) auf 175 cm³ gebracht wurde

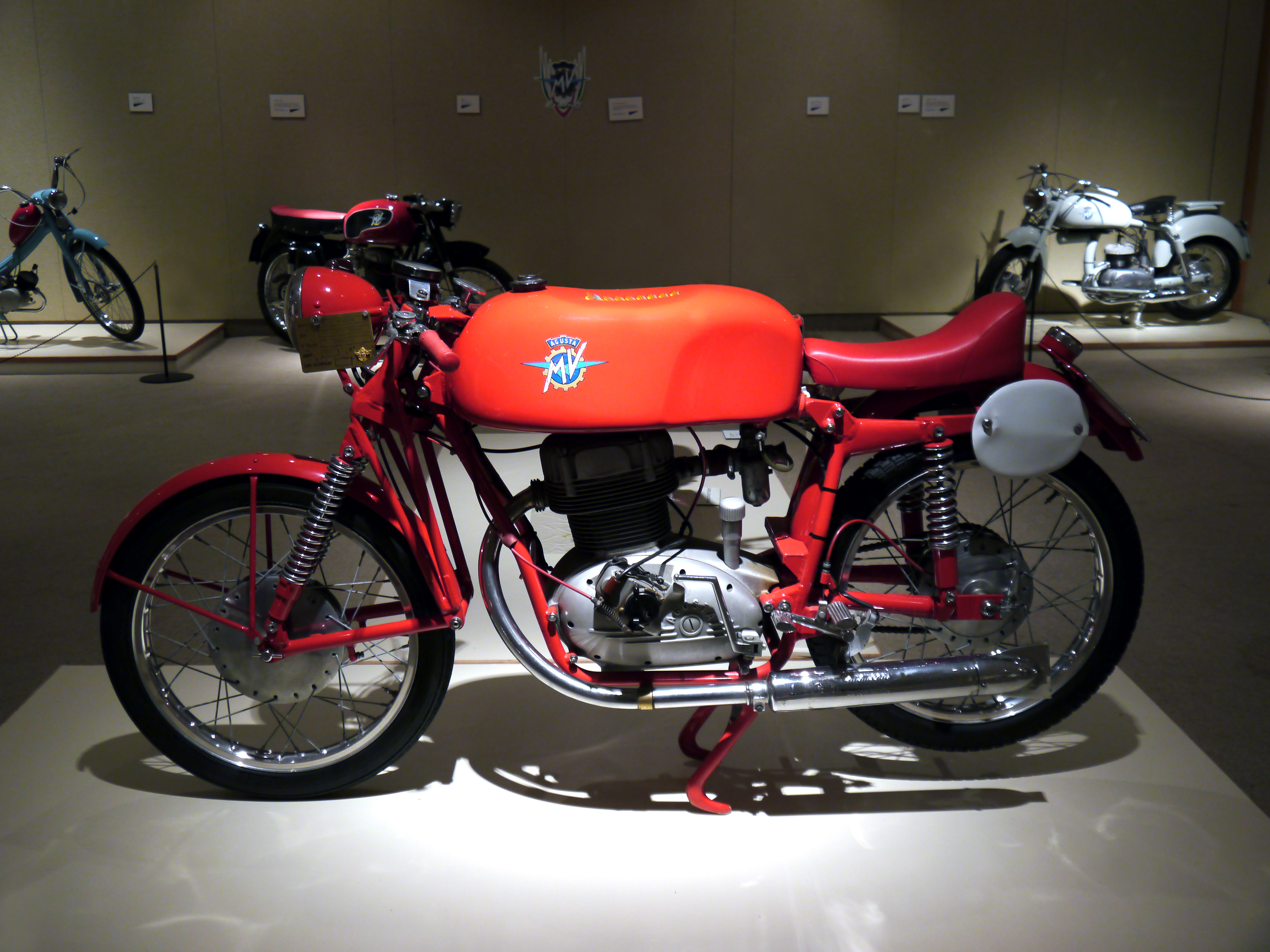
MV Agusta 175 CSS Squalo in der straßenzulassungsfähigen Form (1954)

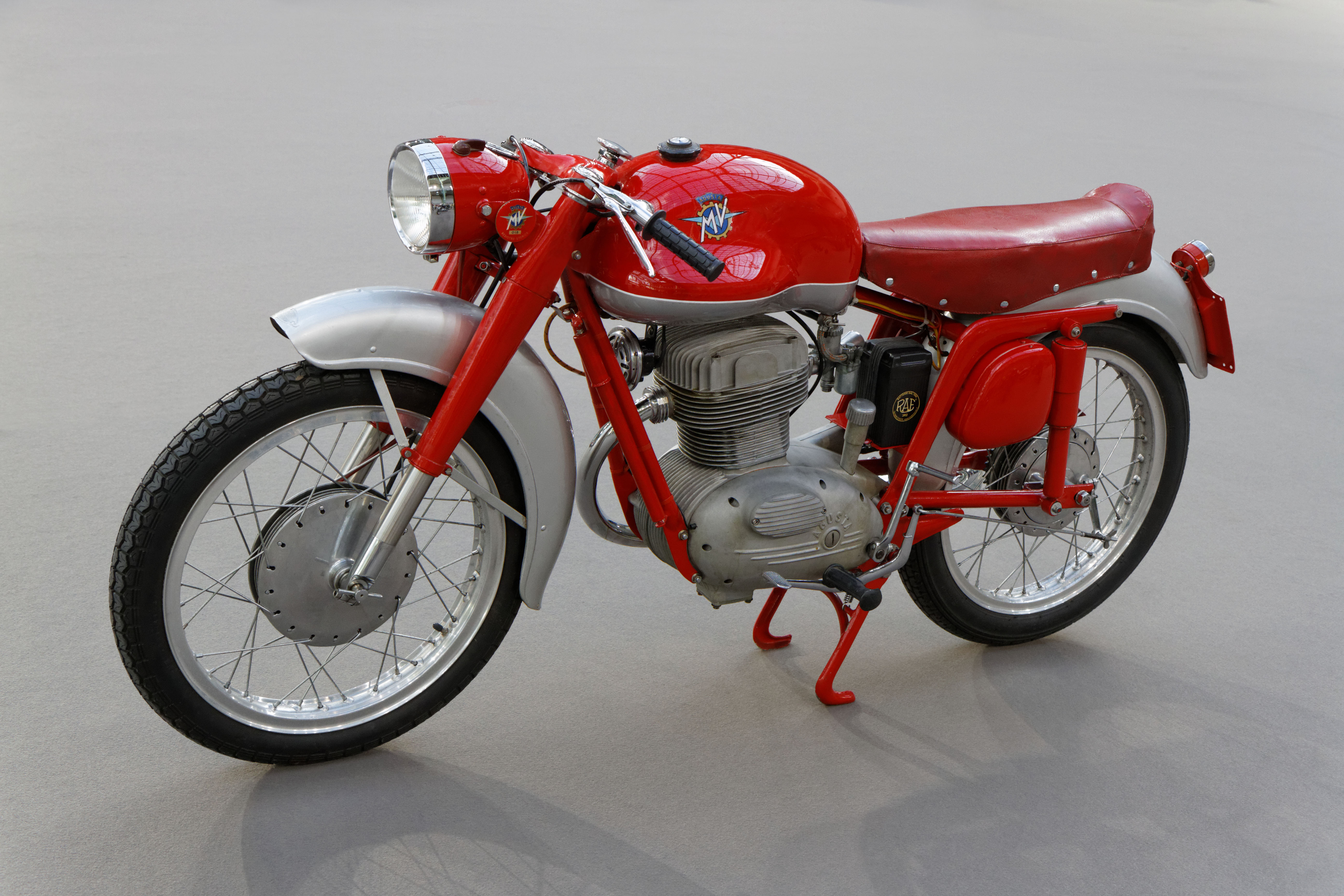
Die MV 175 CSS „Disco Volante“, Die Basismaschine der Monoalbero-Version

Die MV Agusta Corse 175 waren Rennmotorräder des italienischen Herstellers MV Agusta, die zwischen 1954 und 1960 mit verschiedenen Motor-Versionen (SOHC und DOHC) und dem (namensgebenden) Hubraum von 175 cm³ sowohl vom Werksteam „Reparto corse“ als auch von Privatfahrern eingesetzt wurden.

## Hintergrund
In der italienischen Motorrad-Straßenmeisterschaft (ital.: Campionato Italiano Velocità) erfreute sich die 175-cm³-Klasse Mitte der 1950er Jahre großer Beliebtheit. Um gegenüber den direkten Marktkonkurrenten Moto Morini und F.B Mondial, die im Championato ebenfalls in dieser Klasse erfolgreich antraten, nicht ins Hintertreffen zu geraten, wurden ab 1954 bestehende MV-Modelle auf ihre Tauglichkeit für diese Kategorie geprüft und dann aufgerüstet bzw. weiterentwickelt.
In der Rückschau war die 175er-Modellserie für MV Agusta in technischer, sportlicher und kommerzieller Hinsicht ein wichtiger Schritt. Technisch gesehen hatten damit Viertaktmotoren von MV Agusta die Reife zur Serienproduktion erreicht, nachdem die vorherigen Versuche mit 250er- und 500er-Modellen nicht über das Prototypen-Stadium hinaus gelangt waren. Im motorsportlichen Bereich – speziell bei den Rennen für seriennahe Motorräder – steigerten die zahlreichen Varianten dieser Baureihe die Anzahl der Siege und dadurch, kommerziell betrachtet, den Bekanntheitsgrad des Unternehmens bei einer breiten Käuferschicht.

## Typen

### Die 175er „Bialbero“
Typ A: Ab 1954 wurde aus der MV Agusta 125 Bialbero Werksrennmaschine, also dem DOHC-Motor, eine Version mit 175 cm³ entwickelt.
Die Bohrung wurde bei beibehaltenem Hub von 56 mm auf 63 mm vergrößert, um einen Hubraum von 174 cm³ zu erreichen. In dieser Auslegung erreichte die Maschine eine Leistung von 25 PS (18,3 kW) bei 11.500/min. Statt der Teleskopgabel hatte das Motorrad vorn eine Langarmschwinge. Die MV Agusta Corse 175 Bialbero wurde von 1954 bis 1958 gebaut und eingesetzt.
Typ B: Eine in besonderer Weise überarbeitete MV Corse 175 wurde unter der Typenbezeichnung MV Agusta 175 CSS Squalo Bialbero angeboten. Ihr lag der SOHC-Serienmotor, also die Version mit nur einer Nockenwelle der MV Agusta 175 CSS zu Grunde, auf die ein DOHC-Kopf angepasst wurde. Dieses Motorrad wurde nur von 1954 bis 1955 gebaut und eingesetzt. Die Version mit dem „Kombi-Motor“ ist sehr selten, es wird geschätzt, dass nur etwa zehn Stück hergestellt wurden.

### Die 175er „Monoalbero“
Die Monoalbero-Version mit der Typenbezeichnung MV Agusta 175 CSS-5V („V“ für Velocita) übernahm komplett den Motor der MV Agusta 175 CSS, deren bekanntere Bezeichnung Disco Volante („Fliegende Untertasse“) lautete.
Im Unterschied zur Straßenversion hatte die Squalo („Hai“) – so ein weit verbreiteter Name – ein Fünfganggetriebe, eine „schärfere“ Nockenwelle (mit höheren und breiteren Nocken, die einen größeren Ventilhub und längere Öffnungsdauer bewirken) und einen geschlossenen Rahmen mit leichterer Langarmschwinge. Dieser Rahmen war von dem der in der Rennabteilung eingesetzten 125er-Typen abgeleitet. Außerdem hatte diese Version größere Bremsen, Magnetzündung, und eine dem Einsatzzweck angepasste längere und schmalere Form des Tanks, die wohl auch zu der neuen Bezeichnung „Hai“ statt „fliegende Untertasse“ führte.
Dieses Modell wurde auch von privaten Teams eingesetzt, die im Laufe der Jahre die Leistung weiter steigerten. Mike Hailwood gewann 1957 sein erstes Rennen auf einer dieser inzwischen auf 196 cm³ aufgebohrten Maschinen bei einem Rennen der 200-cm³-Klasse. Zwischen 1954 und 1957 wurden etwa 200 MV 175 CSS-5V hergestellt.
Eine für den europäischen Markt produzierte Straßenversion der Squalo war mit Scheinwerfern und schallgedämpftem Auspuff ausgestattet.
Das Modell blieb bis 1958 unter der Bezeichnung MV Agusta 175 Squalo im Programm.

### 175 CSS-5V „Regolarità (Monoalbero)“
Es gab 1954 auch eine Enduro-Version, die ursprünglich mit dem serienmäßigen 175er „CSS“-Motor ausgestattet war, der 1955 durch die Version „175 CSS-5V“, also mit gesteigerter Motor-Leistung und Fünfganggetriebe, ersetzt wurde. Der Rahmen basierte auf der Serienversion der Straßen-CSS, allerdings mit modifizierten geschlossenen Unterzugrohren beim Doppelschleifenrahmen. Die Regolarità hatte als Vorderradaufhängung eine Teleskopgabel mit langem Federweg und einen nach oben verlegten Auspuff. Zuerst wurde sie nur an das offizielle MV-Werksteam abgegeben, ab 1956 konnten aber auch einige Händler die Maschinen in ihren Privat-Teams einsetzen.

## Sportliche Erfolge

### 175er „Bialbero“
Das erste Rennen mit der DOHC-Maschine fuhr Carlo Ubbiali am 22. August 1954 auf dem Autodromo dell’Umbria. Die Corse 175 Bi gewann die meisten Rennen, an denen sie teilnahm (insgesamt 12 Siege). Umberto Masetti gewann 1955 auf einer Bialbero die italienische 175-cm³-Meisterschaft. Ein bedeutender Erfolg war der Sieg von Remo Venturi und der zweite Platz beim Motogiro d’Italia im Jahr 1957.

### 175er „Monoalbero“
Am 27. Juni 1954 debütierte die „Monoalbero“ mit einem Sieg in Trient (Fortunato Libanori). Mike Hailwood errang seine ersten Siege mit der 175 CSS-5V. Die Briten Bob Keeler und Derek Minter setzten die Squalo bei nationalen Wettbewerben ein.
- 1 Italienische Meisterschaft 3. Kategorie (F. Libanori)
- 1 Italienische Meisterschaft Kadetten (A. Balboni)
- Siege insgesamt: 91[12]

### 175er „CSS-5V Regolarità“ Monoalbero
- 1 Goldmedaille bei der Internationalen Sechstagefahrt (Mario Fornasari)
- 7 Teamsiege
- Siege insgesamt: 17

## Technische Daten
Anmerkung: Bei abweichenden Informationen im Internet wurden die Daten aus der vorliegenden Literatur eingesetzt.
| MV Corse 175 “Bialbero” (1954–1958) | MV Corse 175 “Bialbero” (1954–1958)             | MV Corse 175 (CSS-5V) “Monoalbero” (1954–1960) |
| Motor                               | Motor                                           | Motor                                          |
| ----------------------------------- | ----------------------------------------------- | ---------------------------------------------- |
| Bauart                              | 1-Zylinder-Viertaktmotor; luftgekühlt – DOHC    | 1-Zylinder-Viertaktmotor; luftgekühlt – SOHC   |
| Hubraum                             | 174,5 cm³                                       | 172,3 cm³                                      |
| Bohrung und Hub                     | 63 × 56 mm                                      | 59,5 × 62 mm                                   |
| Verdichtung                         | 9,5 : 1                                         | 9 : 1                                          |
| Zylinderkopf                        | Leichtmetall                                    |                                                |
| Zylinder                            | Leichtmetall                                    |                                                |
| Ventile – Anordnung                 | geneigt, hängend                                | geneigt, hängend                               |
| Ventile – Steuerung                 | zwei obenliegende Nockenwellen                  | eine obenliegende Nockenwelle                  |
| Vergaser                            | Dell’Orto SS 25 A                               | Dell’Orto SS 25 A                              |
| Antrieb                             |                                                 |                                                |
| Kupplung                            | Ölbadlamellenkupplung                           | Ölbadlamellenkupplung                          |
| Getriebe                            | angeblockt, 5 Gänge                             | angeblockt, 5 Gänge                            |
| Antrieb primär/sekundär             | Zahnräder/Kette                                 | Zahnräder/Kette                                |
| Elektrik                            |                                                 |                                                |
| Zündung                             | Spulenzündung                                   | Magnetzündung                                  |
| Spannung                            | k. A.                                           | k. A.                                          |
| Lichtmaschine                       | k. A.                                           | k. A.                                          |
| Leistung                            |                                                 |                                                |
| Leistung                            | 25 PS (18 kW) bei 11.500/min                    | 16 PS (11,7 kW) bei 8800/min                   |
| Höchstgeschwindigkeit               | 160 km/h                                        | 150 km/h                                       |
| Rahmen und Maße                     |                                                 |                                                |
| Rahmen                              | Rohr, geschlossene Doppelschleife               | Rohr, geschlossene Doppelschleife              |
| Radstand                            | 1235 mm                                         | 1230 mm                                        |
| Länge                               | k. A.                                           | 1900 mm                                        |
| Breite                              | k. A.                                           | 610 mm                                         |
| Gewicht                             | 103 kg (trocken)                                | 95 kg (trocken)                                |
| Inhalt Kraftstofftank               | 18 Liter                                        | 20 Liter                                       |
| Inhalt Ölbehälter                   | 3,3 Liter                                       | k. A.                                          |
| Mittlerer Verbrauch                 | k. A.                                           | k. A.                                          |
| Federung, Reifen und Bremsen        |                                                 |                                                |
| Radaufhängung vorne                 | Teleskopgabel                                   | Langarmschwinge                                |
| Radaufhängung hinten                | Schwinge, Ölstoßdämpfer                         | Schwinge, Ölstoßdämpfer                        |
| Räder (vorne/hinten)                | Leichtmetall, Speichen 2,25 × 19″               | Leichtmetall, Speichen 2,25 × 19″              |
| Reifen (vorne/hinten)               | 2,50 × 19″ / 2,75 × 19″                         | 2,50 × 19″ / 2,75 × 19″                        |
| Bremsen (vorne/hinten)              | Trommel/Trommel vorne 180/200 mm; hinten 150 mm | Trommel/Trommel vorne 180 mm; hinten 150 mm    |

Quelle: